# Liste der Monuments historiques in Beneuvre
Die Liste der Monuments historiques in Beneuvre führt die Monuments historiques in der französischen Gemeinde Beneuvre auf.

## Liste der Objekte
| Bezeichnung              | Beschreibung               | Standort                                   | Kennzeichnung | Schutzstatus | Datum | Bild |
| ------------------------ | -------------------------- | ------------------------------------------ | ------------- | ------------ | ----- | ---- |
| Skulptur Heiliger Rochus | Kalkstein, 16. Jahrhundert | in der Kirche Nativité-de-la-Vierge (Lage) | PM21000295    | Classé       | 1953  |      |
| Glocke                   | Bronze, 1767 gegossen      | in der Kirche Nativité-de-la-Vierge (Lage) | PM21000296    | Classé       | 1943  |      |